# John Burns
Pour les articles homonymes, voir Burns.
John Elliot Burns PC (né à Vauxhall le 20 octobre 1858 – décédé le 24 janvier 1943) est un syndicaliste, homme politique, Membre du Parlement et membre du gouvernement, socialiste puis libéral de la fin du XIXe siècle début du XXe siècle. Pendant sa retraite, il devient historien de la ville dont il a été l'élu : Londres.

## Premières années
Fils d'un ajusteur écossais, il quitte l'école à 10 ans et occupe un grand nombre de petits métiers avant d'entrer en apprentissage auprès d'un ingénieur à 14 ans. Il suit des cours du soir et lit de nombreux ouvrages politiques (Robert Owen, John Stuart Mill, Thomas Paine ou William Cobbett).
Un de ses collègues, le français, Victor Delahaye, qui a participé à la Commune de Paris lui fait découvrir les idées socialistes. Il commence à la même époque à prononcer des discours politiques. En 1878, il est arrêté à la suite d'une manifestation à Clapham Common. En 1881, il crée une branche locale de la Social Democratic Federation (SDF) d'Henry Hyndman à Battersea.
Il fait le tour du monde à bord d'un navire en tant qu'ingénieur puis lors d'un congé de six mois. Il découvre le traitement des populations noires d'Afrique contre lequel il proteste. Il étudie les systèmes politiques et économiques français, allemand et autrichien.

## Engagement politique

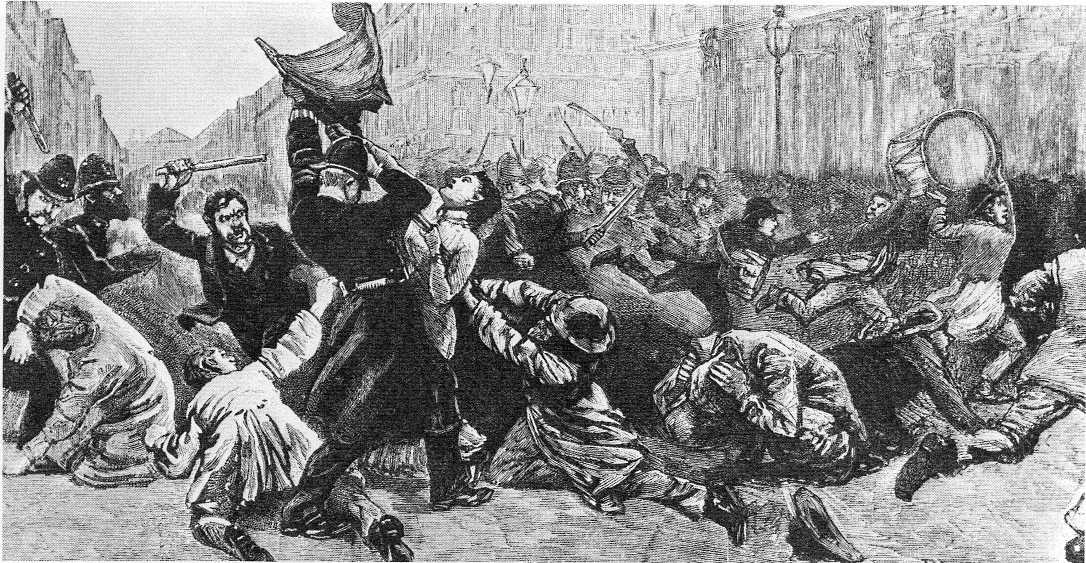
13 novembre : Bloody Sunday

Il se fait remarquer par un discours en 1884 lors de l'Industrial Remuneration Conference et devient membre de la direction de la Social Democratic Federation l'année suivante. Il se présente la même année aux élections législatives à Nottingham mais est battu. L'année suivante, il est arrêté pour sa participation aux « émeutes du West End » durant lesquelles des chômeurs brisèrent les vitres de divers clubs privés. Il est jugé pour conspiration et sédition.
Le dimanche 13 novembre 1887, John Burns est parmi les manifestants sur Trafalgar Square qui réclament une amélioration de leurs conditions de vie. La dispersion violente de ce rassemblement pacifique par la police montée est depuis connue sous le nom de « Bloody Sunday » et fait deux morts, une centaine de blessés et une centaine d'arrestations. Il fait aussi partie des personnes arrêtées et jugées pour résistance à agents. Il est condamné à six semaines de prison. À sa sortie, il rejoint la Law and Liberty League créée par Annie Besant et le journaliste William Thomas Stead destinée à aider toutes les personnes arrêtées dans le cadre de leur exercice de leur liberté d'expression.
En août 1889, il participa activement à la grève des dockers de Londres. Il quitta la SDF et se lança dans l'action syndicale. Il fut la même année, le premier élu de gauche au  London County Council. Ses électeurs se cotisèrent pour lui offrir une indemnité parlementaire de £2 par semaine afin qu'il pût siéger. Au London City Council, il lutta contre les monopoles capitalistes, mais défendit le contrôle de l'économie par l'État ou les municipalités. En 1892, il réussit à faire voter la décision municipale de ne confier les contrats municipaux qu'à des entreprises qui respectaient les droits syndicaux et qui payaient des salaires décents. C'était en fait obtenir un soutien des institutions publiques aux trades-unions. Il fut à l'origine en 1903 de la création des premiers logements sociaux londoniens.

## Élu
De 1892 à 1918, il est élu Membre du Parlement pour Battersea. S'il commence en tant qu'élu de l'Independent Labour Party, il passe au parti libéral à la suite des divisions liées à la seconde guerre des Boers. Il entre au gouvernement de Henry Campbell-Bannerman en décembre 1905 en tant que President of the Local Government Board (en). Il n'est que la deuxième personne d'origine ouvrière à entrer au gouvernement. Ses qualités font qu'il conserve son poste lorsque le gouvernement passe à H. H. Asquith en 1908. En 1905, il devient membre du conseil privé. 
En 1914, il est nommé President of the Board of Trade, mais il démissionne dès la déclaration de guerre car il y est opposé. Il se retire définitivement de la vie politique en 1918.

## Dernières années
Il passe la fin de sa vie à s'adonner à ses passions : le cricket et l'histoire de Londres. Il collectionne aussi les livres. Il fait don de son immense bibliothèque à l'Université de Londres.